# Paul Carpenter Standley
Paul Carpenter Standley (* 21. März 1884 in Avalon (Missouri); † 2. Juni 1963 in Tegucigalpa) war ein US-amerikanischer Botaniker. Sein offizielles botanisches Autorenkürzel lautet „Standl.“

## Leben
Er besuchte die Drury University in Springfield (Massachusetts) und die New Mexico State University (NMSU). An ersterer erlangte er im Jahr 1907 einen Bachelor und am NMSU erlangte er ein Jahr später einen Master-Abschluss. An der NMSU arbeitete er bis 1909 als wissenschaftlicher Assistent. Von dort ging er zum Smithsonian, wo er bis zum Jahr 1928 arbeitete. Im Frühjahr 1928 wurde er ans Field Museum of Natural History berufen, an dem er bis zum Jahr 1950 arbeitete und forschte.
Nach seinem Eintritt in den Ruhestand 1950 ging er an die Escuela Agricola Panamericana, eine private Universität in Honduras, wo er noch bis 1956 im dortigen Herbarium und der Bibliothek arbeitete sowie Feldstudien unternahm, ehe er nach Tegucigalpa umzog, wo er am 2. Juni 1963 verstarb.
Eines seiner Hauptforschungsgebiete umfasste die Akanthusgewächse.
Zusammen mit Louis Otho Williams und Julian Alfred Steyermark verfasste er das Werk Flora of Guatemala (ab 1946).

## Nach Standley benannte Taxa
Drei Pflanzengattungen wurden nach Standley benannt: Standleya Brade aus der Familie der Rötegewächse (Rubiaceae), Standleyacanthus Leonard aus der Familie der Akanthusgewächse (Acanthaceae) und Standleyanthus R.M.King & H.Rob. aus der Familie der Korbblütler (Asteraceae); daneben taucht sein Name in zahlreichen Artnamen auf. Die Pflanzengattung Stanmarkia Almeda aus der Familie der Schwarzmundgewächse (Melastomataceae) ehrt Paul Carpenter Standley und Julian Alfred Steyermark.

## Werke (Auswahl)
- Paul Carpenter Standley: Flora of the Glacier National Park, Montana. 1921.[1]
- Paul Carpenter Standley: Trees and shrubs of Mexico. 1920–1926.[1]
- Paul Carpenter Standley: Flora of the Panama Canal Zone. 1928.[1]
- Paul Carpenter Standley: Flora of Costa Rica, Field Museum of Natural History, Botanical Series, Volume XVIII, Part 1, Chicago, USA, 1937–1939.
- Paul Carpenter Standley, Samuel Jones Record: The forests and flora of British Honduras .... In: Publ. Field Museum, Botany, Band 12, Seite 1–432, 1936.[1]
- Paul Carpenter Standley, Julian A. Steyermark und L.O. Williams: Flora of Guatemala. Fieldiana: Botany, 1946–1977.[1]